# Пилипы-Боровские
Пилипы́-Боро́вские (укр. Пилипи́-Борі́вські) — село на Украине, находится в Томашпольском районе Винницкой области.
Код КОАТУУ — 0523984601. Население по переписи 2001 года составляет 680 человек. Почтовый индекс — 24215. Телефонный код — 4348.
Занимает площадь 2,01 км².

## Адрес местного совета
24215, Винницкая область, Томашпольский р-н, с. Пилипы-Боровский, ул. Партизанская, 12